# Marika Mindszenty
Marika Mindszenty (né le 29 janvier 1946 à Budapest) est une actrice austro-hongroise.

## Biographie
Marika Mindszenty est la petite-nièce du cardinal et archevêque d'Esztergom József Mindszenty. Elle apparaît au cinéma comme doublure de Michèle Mercier à la fin des années 1960 ; comme la jolie blonde n'a aucun problème à apparaître très brièvement ou même sans vêtements devant la caméra, Marika Mindszenty participe aux scènes de lit que Mercier trouvait trop sensibles. À partir de fin 1968, Marika Mindszenty reçoit des rôles réguliers au cinéma, qu'elle interprète souvent dénudée.
Immédiatement après, elle fait ses débuts à la télévision dans un épisode de la série policière Der Kommissar. La même année, elle joue également un rôle de premier plan dans l'épisode Exklusiv!, l'un des premiers de la série Tatort. Au début des années 1970, Marika Minszenty se voit confier toutes sortes de seconds rôles de nudité par le réalisateur et producteur Franz Antel dans ses comédies. Elle arrête sa carrière à trente ans.

## Filmographie
- 1969 : Vive le caporal-infirmier Neumann !
- 1969 : Au secours ! Je suis encore vierge... (de)
- 1969 : Madame et ses filles (de)
- 1969 : Tatort: Exklusiv! (de) (série télévisée)
- 1972 : Sex-Report blutjunger Mädchen
- 1972 : Les Aventures extraordinaires du baron von Trenck (mini-série)
- 1973 : Frau Wirtins tolle Töchterlein
- 1975 : Wenn Mädchen zum Manöver blasen (de)
- 1976 : Riche et Respectable
- 1976 : Abflug Bermudas
- 1977 : Treize Femmes pour Casanova
- 1981 : Es hat sich eröffnet (TV)